# Cerdistus exilis
Cerdistus exilis là một loài ruồi trong họ Asilidae. Cerdistus exilis được Macquart miêu tả năm 1838. Loài này phân bố ở miền Australasia.